# Lasioglossum tasmaniae
Lasioglossum tasmaniae är en biart som först beskrevs av Cockerell 1905.  Lasioglossum tasmaniae ingår i släktet smalbin, och familjen vägbin. Inga underarter finns listade i Catalogue of Life.